# Discografia de Lay Zhang
A discografia do cantor chinês Lay (Zhang Yixing), consiste em um álbum de estúdio, dois extended plays, seis singles e várias aparições em trilhas sonoras. Lay fez sua estréia solo oficial em 7 de outubro de 2016, com o lançamento da canção "what U need?". Seu primeiro extended play, intitulado Lose Control, foi lançado em 28 de outubro do mesmo ano. O EP foi um sucesso comercial atingindo primeiro lugar no Gaon Album Chart e sétimo lugar no Best-Selling Albums of 2016.
Em 7 de outubro de 2017, foi lançado seu primeiro álbum de estúdio, intitulado "Lay 02 Sheep". Em seu primeiro dia de vendas, o álbum quebrou 5 recordes no QQ Music: Ouro, Ouro Duplo, Ouro Triplo, Platina e Diamante. O álbum entrou também na iTunes Worldwide em #9, sendo assim o primeiro cantor chinês a entrar na  lista de iTunes Worldwide Top 10 Albums. Dentro de duas horas, Lay 02 Sheep alcançou #1 no iTunes em 10 países incluindo Japão, Austrália, Singapura, Indonésia, Filipinas e mais. E em 22 de dezembro do mesmo ano, Lay lançou seu segundo extended play "Winter Special Gift", nos aplicativos QQ Music e KuGou. O vídeo clipe da faixa título do álbum, "Goodbye Christmas" foi lançado simultâneamente no mesmo dia. Dentro de dois minutos de vendas digitais, o álbum quebrou o recorde de Ouro Duplo no QQ Music.

## Álbuns de estudio
| Título       | Detalhes | Melhores posições nas paradas | Melhores posições nas paradas | Melhores posições nas paradas | Melhores posições nas paradas | Vendas                                    |
| Título       | Detalhes | CHN                           | KOR                           | JPN                           | US World                      | Vendas                                    |
| ------------ | --- | ----------------------------- | ----------------------------- | ----------------------------- | ----------------------------- | ----------------------------------------- |
| Lay 02 Sheep | - Lançamento: 7 de outubro de 2017 - Gravadora: S.M. Entertainment, Zhang Yixing Studio - Formatos: CD, Download digital | 1                             | 10                            | 87                            | 4                             | - CHN: 678,616+ - JPN: 757 - KOR: 21,214+ |

## Extended plays
| Título              | Detalhes | Melhores posições nas paradas | Melhores posições nas paradas | Melhores posições nas paradas | Melhores posições nas paradas | Melhores posições nas paradas | Vendas                                          |
| Título              | Detalhes | CHN                           | KOR                           | JPN                           | US Heat                       | US World                      | Vendas                                          |
| ------------------- | --- | ----------------------------- | ----------------------------- | ----------------------------- | ----------------------------- | ----------------------------- | ----------------------------------------------- |
| Lose Control        | - Lançamento: 28 de outubro de 2016 - Gravadora: S.M. Entertainment, Zhang Yixing Studio - Formatos: CD, Download digital | 1                             | 1                             | 34                            | 23                            | 4                             | - CHN: 1,063,029+ - KOR: 277,439+ - JPN: 2,689+ |
| Winter Special Gift | - Lançamento: 22 de dezembro de 2017 - Formatos: Download digital                                                         | ASA                           | ASA                           | ASA                           | ASA                           | ASA                           | - CHN: 462,621+                                 |

## Singles
| "Monodrama"                                                                              | 2016 | 1   | 155 | 5   | —                                  | S.M. Station Season 1 |
| "what U need?"                                                                           | 2016 | 4   | —   | 4   | - KOR (DL): 4,242+                 | Lose Control          |
| "Lose Control"                                                                           | 2016 | 1   | —   | 18  | - KOR (DL): 6,691+ - CHN: 136,300+ | Lose Control          |
| "I Need U"                                                                               | 2017 | 3   | —   | —   | —                                  | Lay 02 Sheep          |
| "Sheep"                                                                                  | 2017 | 1   | —   | —   | —                                  | Lay 02 Sheep          |
| "Goodbye Christmas"                                                                      | 2017 | ASA | ASA | ASA | ASA                                | Winter Special Gift   |
| "—" indica lançamentos que não figuraram nas paradas ou não foram lançados nessa região. |      |     |     |     |                                    |                       |

### Singles promocionais
| Título       | Ano  | Álbum                |
| ------------ | ---- | -------------------- |
| "I'm Coming" | 2014 | Lançamento sem álbum |

## Trilhas sonoras
| "Happy Youth" (com Coco Jiang Wen e Li Xiaolu)                                           | 2015 | 8 | 8 | Oh My God OST                           |
| "Alone (One Person)"                                                                     | 2015 | 1 | 4 | Ex Files 2: The Backup Strikes Back OST |
| "A Man Thing" (com elenco de Royal Treasure)                                             | 2016 | 4 | — | Royal Treasure OST                      |
| "Wish"                                                                                   | 2017 | — | 4 | Operation Love OST                      |
| "—" indica lançamentos que não figuraram nas paradas ou não foram lançados nessa região. |      |   |   |                                         |

## Outras aparições
| Título    | Ano  | Álbum                              |
| --------- | ---- | ---------------------------------- |
| "I'm Lay" | 2014 | Exology Chapter 1: The Lost Planet |

## Outras canções cartografadas
| "MYM"                                                                                    | 2016 | — | - KOR (DL): 2,667+ | Lose Control |
| "Tonight"                                                                                | 2016 | — | - KOR (DL): 2,602+ | Lose Control |
| "Relax"                                                                                  | 2016 | — | - KOR (DL): 2,529+ | Lose Control |
| "MYM" (Acoustic Ver.)                                                                    | 2016 | — | - KOR (DL): 2,457+ | Lose Control |
| "—" indica lançamentos que não figuraram nas paradas ou não foram lançados nessa região. |      |   |                    |              |

## Vídeos musicais
| Canção                         | Ano  | Outro(s) Artista(s)      | Notas                               |
| ------------------------------ | ---- | ------------------------ | ----------------------------------- |
| "Alone (One Person)"           | 2015 | —                        | Contendo apenas cenas de Ex Files 2 |
| "Happy Youth"                  | 2015 | Coco Jiang Wen Li Xiaolu | Para a trilha sonora de Oh My God   |
| "独角戏 (Monodrama)"           | 2016 | —                        |                                     |
| "what U need?"                 | 2016 | —                        |                                     |
| "Lose Control (失控)"          | 2016 | —                        |                                     |
| "I Need U (需要你)"            | 2017 | —                        |                                     |
| "Sheep (羊)"                   | 2017 | —                        |                                     |
| "Goodbye Christmas (聖誕又至)" | 2017 | —                        |                                     |